# Amina Srarfi
Amina Srarfi (arabe : أمينة الصرارفي), née en 1958 à Tunis, est la première femme cheffe d'orchestre de Tunisie et de l'ensemble du monde arabe.
Elle est ministre des Affaires culturelles depuis août 2024.

## Biographie

### Formation
Elle naît dans une famille imprégnée par la musique : son père Kaddour Srarfi est un violoniste et compositeur renommé. Chanteuse à ses débuts, elle est diplômée du Conservatoire national de musique de Tunis en 1979, titulaire par la suite du premier prix de violon et d'un diplôme d'études universitaires générales en musicologie. Elle suit également des stages de direction d'orchestre à Paris. Srarfi fait ses débuts professionnels dans l'enseignement pendant dix ans. En mars 1988, elle se décide à créer une école privée de musique à laquelle elle donne le nom de son père, : le Conservatoire Kaddour Srarfi de musique et de danse.

### Chanteuse
Membre depuis 1982 de l'Orchestre symphonique tunisien, elle dirige en parallèle la chorale d'enfants de l'Établissement de la radiodiffusion-télévision tunisienne et s'illustre dans la production d'émissions radiophoniques (RTCI) et télévisées pour enfants. En 1984, lors du Festival de la médina, elle est élue meilleure chanteuse pour la sauvegarde du patrimoine. Un an plus tard, elle clôt en tant que chanteuse le Festival international de Carthage sous la baguette d'Abdelhamid Ben Aljia et chante à l'Olympia de Paris.

### Chef d'orchestre
En mars 1992, elle défie l'hégémonie masculine en fondant le premier orchestre féminin de musique savante, « El'Azifet », regroupant des enseignantes et des étudiants du Conservatoire national de musique de Tunis et de son école. Elle le dirige elle-même, ce qui représente une première dans le paysage musical arabe. Elle travaille aussi avec son mari, Fayçal Karoui, conseiller artistique de la troupe et compositeur polyvalent qui, par son écriture et sa nouvelle vision de la musique, l'aide à réactualiser le répertoire classique arabe et à créer un répertoire propre à son orchestre. Elle mène son orchestre à travers le monde : Washington, Paris, Londres, Le Caire, New York, Rome ou encore Séoul. Elle fréquente aussi les festivals comme celui de Jerash.
En 1997, elle est élue présidente de la commission « musique » au Conseil international des femmes. La même année, elle organise à Tunis et en collaboration avec l'Union nationale de la femme tunisienne un méga-spectacle intitulé « Musique au féminin en Méditerranée », qui réunit quatorze orchestres venus du bassin méditerranéen, dont la plupart se sont constitués pour l'occasion. En octobre 2004, son nom figure dans le manuel scolaire de langue française des écoles américaines sous l'intitulé « Portrait de la femme moderne active dans la société tunisienne ». 

## Décorations
Elle est décorée en 1993 du titre d'officier puis, en 2001, du titre de commandeur du Mérite culturel. Lors de la Journée nationale de la femme, le 13 août 2001, elle est décorée officier au titre de la République. En 2008, à l'occasion de la journée de la culture, elle est faite grand officier.